# スクリーン (安倍なつみの曲)
「スクリーン」は、安倍なつみの11枚目のシングル。2008年12月3日発売。

## 解説
テレビ朝日系「最終警告!たけしの本当は怖い家庭の医学」エンディングテーマ。

## 収録曲
全作詞・作曲：つんく
1. スクリーン
編曲：湯浅公一
2. さよならさえ言えぬまま
編曲：高橋諭一
3. スクリーン (Instrumental)

## 参加ミュージシャン
スクリーン
- プログラミング&ギター：湯浅公一
- ギター：朝井泰生
- コーラス：CHINO

さよならさえ言えぬまま
- プログラミング&ギター：高橋諭一
- コーラス：CHINO